# Antonella Casu
Antonella Casu (Roma, 17 giugno 1967) è una politica italiana.

## Biografia
Il 29 giugno 2008 viene nominata segretaria nazionale dei Radicali Italiani. Succede a Rita Bernardini. Il tema politico sul quale concentrerà la sua attività è l'anagrafe pubblica degli eletti.
Il 19 dicembre 2008 Antonella Casu, insieme a Sergio D'Elia (segretario di Nessuno Tocchi Caino), e a Marco Cappato (segretario dell'Associazione Luca Coscioni), presenta denuncia verso il Ministro della salute Maurizio Sacconi, presso la Procura di Roma, per violenza privata ed intimidazioni, in seguito al suo atto d'indirizzo di pochi giorni prima sulla vicenda di Eluana Englaro.
Il 17 gennaio 2009, in seguito alla sua denuncia, la Procura di Roma iscrive il ministro Maurizio Sacconi nel registro degli indagati.
Il 17 novembre del 2009 non si ricandida alla segreteria dei Radicali Italiani, il cui congresso designa come suo successore Mario Staderini.